# 自然密度
自然密度（英語：natural density），又称渐进密度（英語：asymptotic density），是数论中度量自然数子集大小的工具之一。

## 简介
以平方数集和自然数集的大小关系为例：
平方数集与自然数集都是可数无穷集，我们能够在两个集合间建立一一映射（对于任意的自然数{\displaystyle n}都可以找到对应的平方数{\displaystyle n^{2}}与之对应，反之亦然），即两个集合是等势的。
然而，这种基于基数的大小比较违反了自然数多于平方数的直观认识，因为所有平方数都是自然数，而却有许多自然数不是平方数，且随着自然数的增大平方数会变得越来越稀少。通过将这种度量集合大小的直觉严格化，可以得到自然密度这一概念。
考虑自然数的一个子集{\displaystyle A}和整数区间{\displaystyle [1,n]}：
如果从整数区间{\displaystyle [1,n]}中随机选取一个整数，那么这个整数属于{\displaystyle A}的概率应该等于{\displaystyle A}与整数区间{\displaystyle [1,n]}的交集中的所有元素在整数区间{\displaystyle [1,n]}中的占比。当{\displaystyle n}趋近于无穷时，若上述概率也趋近于某个极限，则将该极限定义为{\displaystyle A}的自然密度。
{\displaystyle A}的自然密度也可以被理解为：任取一个自然数，该自然数属于{\displaystyle A}的概率。
自然密度（以及一些其他类型的密度）也是概率数论的研究对象。
与施尼勒尔曼密度不同，并不是任何自然数的子集都有自然密度。这是自然密度的一个不足之处。

## 定义
对于一个自然数集的子集{\displaystyle A}，当{\displaystyle n}趋向于无穷时，若{\displaystyle A}中不大于{\displaystyle n}的元素个数与{\displaystyle n}的比值收敛到{\displaystyle \alpha }，则称{\displaystyle A}的自然密度为{\displaystyle \alpha }。
更进一步，若定义{\displaystyle a(n)}为{\displaystyle A}里不大于{\displaystyle n}的元素个数，那么命题“{\displaystyle A}的自然密度为{\displaystyle \alpha }”等效于：
{\displaystyle {\frac {a(n)}{n}}\to \alpha }，当{\displaystyle n\to \infty }
从定义中可以看出，若{\displaystyle \alpha }是某个集合{\displaystyle A}的自然密度，则一定有{\displaystyle 0\leq \alpha \leq 1}。

### 上自然密度
设{\displaystyle A} 是自然数集{\displaystyle \mathbb {N} =\{1,2,\ldots \}}的一个子集。对任何{\displaystyle n\in \mathbb {N} }，定义{\displaystyle A(n)=\{1,2,\ldots ,n\}\cap A}，{\displaystyle a(n)=|A(n)|}。
则{\displaystyle A}的上自然密度（英語：upper asymptotic density）为：
{\displaystyle {\overline {d}}(A)=\limsup _{n\rightarrow \infty }{\frac {a(n)}{n}}}
其中{\displaystyle \limsup }是上极限。 {\displaystyle {\overline {d}}(A)}也可简称为{\displaystyle A}的上密度。 

### 下自然密度
同样地，定义A的下自然密度（英語：lower asymptotic density）为：
{\displaystyle {\underline {d}}(A)=\liminf _{n\rightarrow \infty }{\frac {a(n)}{n}}}

### 自然密度的其他定义方法
1. 由上自然密度和下自然密度的定义，我们也可以说{\displaystyle A}的自然密度{\displaystyle d(A)}是：
若{\displaystyle {\overline {d}}(A)={\underline {d}}(A)}，则{\displaystyle d(A)}等于{\displaystyle {\overline {d}}(A)}（或{\displaystyle {\underline {d}}(A)} ） 。
2. 自然密度的定义还可以表示为：
{\displaystyle d(A)=\lim _{n\rightarrow \infty }{\frac {a(n)}{n}}}（若极限存在）
3. 可以证明，下述命题也是自然密度的定义：
若将自然数集{\displaystyle \mathbb {N} }的子集{\displaystyle A}写作一个递增数列：
{\displaystyle A=\{a_{1}<a_{2}<\ldots <a_{n}<\ldots ;n\in \mathbb {N} \}}
那么
{\displaystyle {\underline {d}}(A)=\liminf _{n\rightarrow \infty }{\frac {n}{a_{n}}},}
{\displaystyle {\overline {d}}(A)=\limsup _{n\rightarrow \infty }{\frac {n}{a_{n}}}}
{\displaystyle d(A)=\lim _{n\rightarrow \infty }{\frac {n}{a_{n}}}}（若极限存在）

### 推广
一个稍弱的密度定义是 上Banach密度（英語：upper Banach density）。对于{\displaystyle A\subseteq \mathbb {N} }，定义{\displaystyle d^{*}(A)}为：
{\displaystyle d^{*}(A)=\limsup _{N-M\rightarrow \infty }{\frac {|A\cap \{M,M+1,\ldots ,N\}|}{N-M+1}}}

## 性质
- 若对于集合{\displaystyle A}存在{\displaystyle d(A)}，则对于其补集{\displaystyle A^{\complement }}，{\displaystyle d(A^{\complement })=1-d(A)}成立。
- 若{\displaystyle d(A)}，{\displaystyle d(B)}及{\displaystyle d(A\cup B)}均存在，则{\displaystyle \max\{d(A),d(B)\}\leq d(A\cup B)\leq \min\{d(A)+d(B),1\}}成立。
- 自然数集的自然密度为{\displaystyle 1}，即{\displaystyle d(\mathbb {N} )=1}成立。
- 对于自然数集的任意有限子集{\displaystyle F}, 有{\displaystyle d(F)=0}成立。
- 对于平方数集{\displaystyle A=\{n^{2};n\in \mathbb {N} \}}，有{\displaystyle d(A)=0}成立。
- 对于偶数集{\displaystyle A=\{2n;n\in \mathbb {N} \}}，有{\displaystyle d(A)=0.5}成立。更一般地，对于等差级数组成的集合{\displaystyle A=\{an+b;n\in \mathbb {N} \}}，有{\displaystyle d(A)={\frac {1}{a}}}成立。
- 对于质数集合{\displaystyle P}，由质数定理知：{\displaystyle d(P)=0}成立。
- 无平方数因数的数的集合的自然密度为{\displaystyle {\frac {6}{\pi ^{2}}}}。更一般地，无{\displaystyle n}次方因数的数的集合的自然密度为{\displaystyle {\frac {1}{\zeta (n)}}}，其中{\displaystyle \zeta (n)}是黎曼ζ函數。
- 过剩数集合具有非零的自然密度[3]。Marc Deléglise在1998年证明了过剩数和完全数的集合的自然密度在0.2474与0.2480之间[4]。
- 所有在二进制表示法中位数为奇数的自然数的集合，即{\displaystyle A=\bigcup \limits _{n=0}^{\infty }\{2^{2n},\ldots ,2^{2n+1}-1\}}，不存在自然密度。这是因为该集合的上自然密度不等于下自然密度。

其上自然密度为：
{\displaystyle {\overline {d}}(A)=\lim _{m\rightarrow \infty }{\frac {1+2^{2}+\cdots +2^{2m}}{2^{2m+1}-1}}=\lim _{m\rightarrow \infty }{\frac {2^{2m+2}-1}{3(2^{2m+1}-1)}}={\frac {2}{3}}}
而其下自然密度为：
{\displaystyle {\underline {d}}(A)=\lim _{m\rightarrow \infty }{\frac {1+2^{2}+\cdots +2^{2m}}{2^{2m+2}-1}}=\lim _{m\rightarrow \infty }{\frac {2^{2m+2}-1}{3(2^{2m+2}-1)}}={\frac {1}{3}}}
- 同样，所有十进制表示法中以{\displaystyle 1}开头的自然数的集合也不具有自然密度。其上自然密度为{\displaystyle {\frac {5}{9}}}而其下自然密度为{\displaystyle {\frac {1}{9}}}。[1]
- 对区间[0,1]上的任意Equidistributed序列（英语：equidistributed sequence）{\displaystyle \{\alpha _{n}\}_{n\in \mathbb {N} }}，定义单调集族{\displaystyle \{A_{x}\}_{x\in [0,1]}}:

{\displaystyle A_{x}:=\{n\in \mathbb {N} \,:\,\alpha _{n}<x\}}
则依定义有：
对于任意的{\displaystyle x}，{\displaystyle d(A_{x})=x}。
- 若{\displaystyle S}有正的上自然密度，则塞迈雷迪定理表明{\displaystyle S}包含了任意长度的等差数列。Furstenberg–Sárközy定理（英语：Furstenberg–Sárközy theorem）表明，{\displaystyle S}内一定存在差为平方数的两个元素。

## 其他密度函数
用类似的方法可以定义出自然数集上的其他密度函数。 例如，集合{\displaystyle A}的对数密度（英語：logarithmic density）可以定义为：
{\displaystyle \mathbf {\delta } (A)=\lim _{x\rightarrow \infty }{\frac {1}{\log x}}\sum _{n\in A,n\leq x}{\frac {1}{n}}}（若极限存在）
同样也可以定义对应的上对数密度和下对数密度。